# Ossian Skarsgård
Ossian Finn Skarsgård, född 26 april 2009 i Oslo, Norge, är en svensk barnskådespelare.
Ossian Skarsgårds karriär som skådespelare började 2017 i filmen The Wife med att han gjorde rösten till en av huvudkaraktärerna som ung. 2022 medverkade han i filmen Bränn alla mina brev där han spelade en ung Alex Schulman. Han spelade rollen som Love i 2023 års julkalender på SVT, Trolltider – legenden om bergatrollet.
Ossian Skarsgård är son till Stellan Skarsgård och Megan Everett samt äldre helbror till Kolbjörn Skarsgård. Han är även yngre halvbror till bland andra Alexander, Gustaf, Bill och Valter Skarsgård.

## Filmografi (i urval)
- 2017 – The Wife
- 2022 – Bränn alla mina brev
- 2023 – Trolltider – legenden om bergatrollet (TV-serie)